# Branko Miljuš (Fußballspieler)
Branko Miljuš (* 17. August 1961 in Knin) ist ein ehemaliger jugoslawischer Fußballspieler.

## Karriere
Miljuš begann seine Karriere 1980 bei Hajduk Split. Dort gewann er zweimal den jugoslawischen Pokal. In der Zeit in Split wurde er auch in den Kader der Jugoslawen zur Fußball-Europameisterschaft 1984 berufen. Miljuš wurde zweimal eingesetzt und Jugoslawien schied in der Gruppenphase aus. Im gleichen Jahr gehörte Miljuš zum Aufgebot der jugoslawischen Fußballmannschaft zu den Olympischen Spielen 1984. In Los Angeles konnte er die Bronzemedaille erreichen. 1988 wechselte Miljuš nach Spanien zu Real Valladolid, wo er zwei Jahre unter Vertrag stand. Danach wechselte er weiter nach Portugal zu Vitória Setúbal, wo er im ersten Jahr mit dem Team abstieg. Im zweiten Jahr spielte er noch eine Saison bei Vitória.

## Erfolge
- zweimal jugoslawischer Pokalsieger 1984, 1987
- Bronzemedaille bei Olympia 1984